# Chiharu Icho
Chiharu Icho (n. 6 octombrie 1981, Hachinohe, Japonia) este o luptătoare ce a reprezentat Japonia, medaliată olimpică. A participat la 2 ediții ale Jocurilor Olimpice (2004, 2008) în care a câștigat două medalii de argint.